# Alfred Lartigue
Pour les articles homonymes, voir Lartigue.
Alfred Lartigue (1865-1944) était un ingénieur et théoricien scientifique français.

## Biographie
Alfred Lartigue est né à Saint-Geours-de-Maremne en 1865, petit-fils de Pierre Victor Lartigue, maire de Saint-Geours-de-Maremne et de Louis Marc Bacler d'Albe (artiste).
Responsable des tramways chez Thomson-Houston, il procéda à leur installation dans plusieurs villes de France et d'Europe.
Il sera administrateur du Tramway de Nice et du Littoral (TNL).
Alfred Lartigue écrira plusieurs ouvrages exposant une théorie générale des sciences.

## Œuvres
Alfred Lartigue a réalisé une Synthèse de philosophie naturelle sous deux formes :
Forme préliminaire
- Les lois des trois mécanismes des ondes explosives, 1915 (note adressée en 1915 à la Commission des inventions intéressant l'Armée).
- Nouvel essai d'unification des phénomènes naturels, 1916 (publié en 1916 par le bulletin de la Société internationale des électriciens).
- Lettres à l'Académie des sciences, 1918, avec introduction par Daniel Berthelot de l'Académie des sciences.

Forme définitive
- Psychodymanique générale, Alcan édit., 1926 (sur l'esprit).
- Biodynamique générale, Doin édit., Paris, 1929 (sur le vivant).
- Physique et métaphysique dynamique, Doin édit., Paris, 1942 (sur la matière).

Autres travaux
- Thermodynamique - Sur la coordination des propriétés thermodynamiques de l'eau par M. Alfred Lartigue, in Comptes-rendus des séances de l'Académie des sciences, juillet-décembre 1924, tome 179 (page 30 ?) gallica.bnf.fr

## Sources
- La Galerie des Landais, pages 165-169 (probablement écrite dans les années 1930).
- Cité dans Robert Sommer, « Familienforschung Vererbungs- und Rassenlehre », in The American Journal of Psychology, vol. 41, no 4, octobre 1929, p. 681.